# Baturin
Baturin (Батурин) város Ukrajna Csernyihivi területén, a Nyizsini járásban, Baturin község székhelye.
A Szejm alsó folyásának bal partján fekszik. A város mellett vezet az М-02, E101 jelű Kijev–Borzna–Hluhiv-autóút, amely Oroszországban Brjanszk felé folytatódik. 

## Története
1575-ben alapították. Báthory István közvetlenül lengyel királlyá választása (1576) után foglalkozott az ukrajnai kozákok szervezeti felépítésével. Miután a kozákokat ezredekbe és századokba osztotta, létrehozta a közigazgatás rendjét és a bíróságokat, a zaporizzsjai hetmanok tartózkodási helyéül pedig új várost alapított, melyet önmagáról Batorinak nevezett el. A várost Alekszej Mihajlovics orosz cár (1645–1676) hetmani rezidenciává tette (1669–1708).
Ivan Mazepa, az orosz fennhatóság alá tartozott Bal parti Ukrajnában élő kozákság hetmanja megerősítette a várost. 1708-ban, a nagy északi háború idején innen vonult kozákjaival, hogy csatlakozzon XII. Károly svéd király seregeihez. Miután I. Péter orosz cár értesült Mazepa „árulásáról”, Alekszandr Mensikovot küldte Baturinba, akinek csapatai elfoglalták és a hetmani rezidenciával együtt felégették a várost. 1750-től 1764-ig, a hetmanság megszüntetéséig K. G. Razumovszkij grófnak (1728–1803), a Zaporozsjei Had utolsó hetmanjának rezidenciája volt.
Az 1890-es évek elején Baturinnak 3580 lakosa és 450 lakóháza volt. A várost a kiépülő vasútvonal elkerülte, de hajózható víziút kötötte össze Kijevvel és Csenyihivvel.
1993-ban Ukrajna Minisztertanácsa határozatával a városban Hetmani főváros („Гетьманська столиця”) néven nemzeti történelmi-kulturális emlékhelyet hoztak létre. 2008-ban a település járási jelentőségű városi rangot kapott.